# Кузома (приток Шоткусы)
Кузома — река в России, протекает по Лодейнопольскому району Ленинградской области.
Исток — западнее деревни Никоновщина, севернее Имочениц. Течёт на запад, впадает в Шоткусу с левого берега в 16 км от её устья, у платформы Шоткуса. Длина реки составляет 18 км.

## Данные водного реестра
По данным государственного водного реестра России относится к Балтийскому бассейновому округу, водохозяйственный участок реки — Свирь, речной подбассейн реки — Свирь (включая реки бассейна Онежского озера). Относится к речному бассейну реки Нева (включая бассейны рек Онежского и Ладожского озера).
Код объекта в государственном водном реестре — 01040100812102000012843.